# Мартин Клижан
Мартин Клижан (слч. Martin Kližan; Братислава, 11. јул 1989) је словачки тенисер који је свој најбољи пласман у синглу достигао 27. априла 2015. када је заузимао 24. место на АТП листи.

## Каријера
Почео је да игра тенис у трећој години, са својим оцем. Тениски узори током одрастања били су му Марат Сафин и Горан Иванишевић. Омиљена подлога му је шљака а ударац форхенд. 2012. је добио награду АТП-а за новајлију године (ATP World Tour's newcomer of the year award).
У јуниорској конкуренцији освојио је Отворено првенство Француске 2006. године. Био је на првом месту ИТФ листе јуниора.
Од 2007. се такмичи у сениорској конкуренцији и до сада је освојио је шест титула у појединачној и четири у конкуренцији парова. Прву титулу осваја 2012. у Санкт Петербургу, а другу 2014. у Минхену. Оба пута у финалу је победио италијанског тенисера Фабија Фоњинија. Трећу титулу осваја у Казабланки победом против Данијела Химена-Травера у два сета. Током 2016. осваја прве турнире из серије 500 (у Ротердаму је савладао Гаела Монфиса у финалу а у Хамбургу Пабла Куеваса).
У финалу турнира у Кицбилу 2018. био је бољи од Дениса Истомина. То је било прво финале које су играли квалификанти још од турнира у Сиднеју 2015. и тек друго почев од 1990. Клижан је тако стигао до своје шесте титуле у синглу, чиме је изједначио рекорд Ернестса Гулбиса за највише добијених финалних мечева без пораза на АТП турнирима (6:0).
Први пораз у финалу неког АТП турнира доживео је 2018. у Санкт Петербургу где је у мечу за титулу од њега био бољи Доминик Тим.
Дана 3. октобра 2014. Клижан је у Пекингу остварио највећу победу каријере савладавши другог тенисера света Рафаела Надала у три сета.

## Опрема
Од старта сезоне 2016. уместо рекета марке Head почео је користи Babolat. Међутим, после пораза у првим колима у Дохи и Сиднеју одлучио је да се врати на стари рекет, само три недеље касније.

## Приватни живот
Мартинов отац се зове Милан Клижан а мајка Дарина је универзитетски професор. Има једну сестру која се зове Наталија. Његов рођак, Радован Кауфман освајач је златне медаље на Параолимпијским играма у Сиднеју 2000. у дисциплини велодромски бициклизам.
Од хобија издвајају се компјутерске игре, фудбал, флорбол и хокеј.
Клижан поред словачког говори и енглески, чешки, хрватски, пољски и руски језик.

## АТП финала

### Појединачно: 7 (6:1)
| Легенда                        |
| ------------------------------ |
| Гренд слем турнири (0:0)       |
| Завршно првенство сезоне (0:0) |
| АТП мастерс 1000 (0:0)         |
| АТП 500 (2:0)                  |
| АТП 250 (4:1)                  |

| Финала по подлози |
| ----------------- |
| Тврда (2:1)       |
| Шљака (4:0)       |
| Трава (0:0)       |

| Финала по локацији |
| ------------------ |
| Отворено (4:0)     |
| Дворана (2:1)      |

| Исход     | Бр. | Датум               | Турнир               | Подлога   | Противник         | Резултат           |
| --------- | --- | ------------------- | -------------------- | --------- | ----------------- | ------------------ |
| Победник  | 1.  | 23. септембар 2012. | С. Петербург, Русија | Тврда (д) | Фабио Фоњини      | 6:2, 6:3           |
| Победник  | 2.  | 4. мај 2014.        | Минхен, Немачка      | Шљака     | Фабио Фоњини      | 2:6, 6:1, 6:2      |
| Победник  | 3.  | 12. април 2015.     | Казабланка, Мароко   | Шљака     | Данијел Х. Травер | 6:2, 6:2           |
| Победник  | 4.  | 14. фебруар 2016.   | Ротердам, Холандија  | Тврда (д) | Гаел Монфис       | 6:7(1:7), 6:3, 6:1 |
| Победник  | 5.  | 17. јул 2016.       | Хамбург, Немачка     | Шљака     | Пабло Куевас      | 6:1, 6:4           |
| Победник  | 6.  | 4. август 2018.     | Кицбил, Аустрија     | Шљака     | Денис Истомин     | 6:2, 6:2           |
| Финалиста | 1.  | 23. септембар 2018. | С. Петербург, Русија | Тврда (д) | Доминик Тим       | 3:6, 1:6           |

### Парови: 4 (4:0)
| Легенда                        |
| ------------------------------ |
| Гренд слем турнири (0:0)       |
| Завршно првенство сезоне (0:0) |
| АТП мастерс 1000 (0:0)         |
| АТП 500 (1:0)                  |
| АТП 250 (3:0)                  |

| Финала по подлози |
| ----------------- |
| Тврда (0:0)       |
| Шљака (4:0)       |
| Трава (0:0)       |

| Финала по локацији |
| ------------------ |
| Отворено (4:0)     |
| Дворана (0:0)      |

| Исход    | Бр. | Датум             | Турнир             | Подлога | Партнер      | Противници                       | Резултат         |
| -------- | --- | ----------------- | ------------------ | ------- | ------------ | -------------------------------- | ---------------- |
| Победник | 1.  | 27. јул 2013.     | Умаг, Хрватска     | Шљака   | Давид Мареро | Николас Монро Симон Штадлер      | 6:1, 5:7, [10:7] |
| Победник | 2.  | 24. мај 2014.     | Ница, Француска    | Шљака   | Филип Освалд | Рохан Бопана Ајсам-ул-Хак Куреши | 6:2, 6:0         |
| Победник | 3.  | 22. фебруар 2015. | Рио, Бразил        | Шљака   | Филип Освалд | Пабло Андухар Оливер Марах       | 7:6(7:3), 6:4    |
| Победник | 4.  | 23. јул 2016.     | Умаг, Хрватска (2) | Шљака   | Давид Мареро | Никола Мектић Антонио Шанчић     | 6:4, 6:2         |